# 全国コンクリート圧送事業団体連合会
一般社団法人全国コンクリート圧送事業団体連合会（ぜんこくコンクリートあっそうじぎょうだんたいれんごうかい、Japan Concrete Pumping Association）は、日本のコンクリート圧送工事業者で構成する業界団体である。略称は全圧連（JCPA）。以前は国土交通省所管の社団法人であったが、公益法人制度改革に伴い一般社団法人へ移行した。

## 概要
- 設立：1988年（昭和63年）
- 所在：東京都千代田区神田須田町1-13-5 藤野ビル7階
- 会長：長谷川員典

## 事業
- 車両系建設機械（コンクリート打設用）の作業装置の操作の業務に係る特別教育などの講習・教育の他、コンクリート圧送関連の事業も行っている。

## 正会員
- 北海道コンクリート圧送協同組合
- 青森県生コン圧送事業協同組合
- 秋田県コンクリート圧送協会
- 岩手県コンクリート圧送協会
- 山形県コンクリート圧送協会
- 宮城県コンクリート圧送協会
- 福島県生コン圧送協同組合
- 茨城県コンクリート圧送事業協同組合
- 栃木県コンクリート圧送工業組合
- 群馬県コンクリート圧送協会
- 埼玉県圧送技能士会
- 千葉県コンクリート圧送事業協同組合
- 東京都コンクリート圧送協同組合
- 神奈川県コンクリート圧送業協同組合
- 長野県コンクリート圧送組合連合会
- 静岡県コンクリート圧送工業組合
- 東海地区コンクリート圧送有限責任事業組合
- 富山県コンクリート圧送事業協同組合
- 福井県・圧送協会
- 近畿生コンクリート圧送協同組合
- 広島コンクリート圧送協会
- 山陰地区コンクリート圧送協会
- 島根県コンクリート圧送協会
- 山口県生コン圧送協会
- 高知県コンクリート圧送協会
- 九州圧送事業協同組合連合会